# Тюменцева (Курганская область)
Тюменцева — деревня в Белозерском районе Курганской области. Входит в состав Першинского сельсовета.

## История
До 1917 года входила в состав Тебенякской волости Курганского уезда Тобольской губернии. По данным на 1926 год состояла из 228 хозяйств. В административном отношении являлась центром Тюменцевского сельсовета Белозерского района Курганского округа Уральской области.

## Население
| 1912 | 1926  | 1989 | 2002 | 2010 |
| ---- | ----- | ---- | ---- | ---- |
| 977  | ↗1026 | ↘223 | ↘205 | ↘164 |

По данным переписи 1926 года в деревне проживало 1026 человек (496 мужчин и 530 женщин), в том числе: русские составляли 100 % населения.